# صابرکند، شمکور
صابرکند، شمکور (به ترکی آذربایجانی: Sabirkənd) یک منطقهٔ مسکونی در جمهوری آذربایجان است که در شهرستان شمکور واقع شده‌است. صابرکند ۴٬۶۵۰ نفر جمعیت دارد.